# 大叶决明
大叶决明（学名：Senna fruticosa），为豆科决明属下的一種喬木或小灌木。原產美洲熱帶地區。全球熱帶地區幾乎都有引種栽植，作為景觀植物。臺灣約在1990年由馬來西亞引進栽培，目前不算常見。中國仅栽培于广东南部地区。（大葉決明之學名在1982年時由Cassia fruticosa Mill.改成Senna fruticosa (Mill.) Irwin & Barneby）

## 名稱
大葉決明在台灣習稱「四葉黃槐」，因四葉黃槐的葉子與其它決明屬即黃槐屬下之樹種一樣都是「偶數羽狀複葉」，但每片葉子只有四片小葉，從而得名。

## 特徵
四葉黃槐不僅葉子結構特殊，花朵結構尤其花蕊部分亦是特殊。春季盛花期一串串密生於細枝頂的黃色花群令人驚艷。

## 圖示

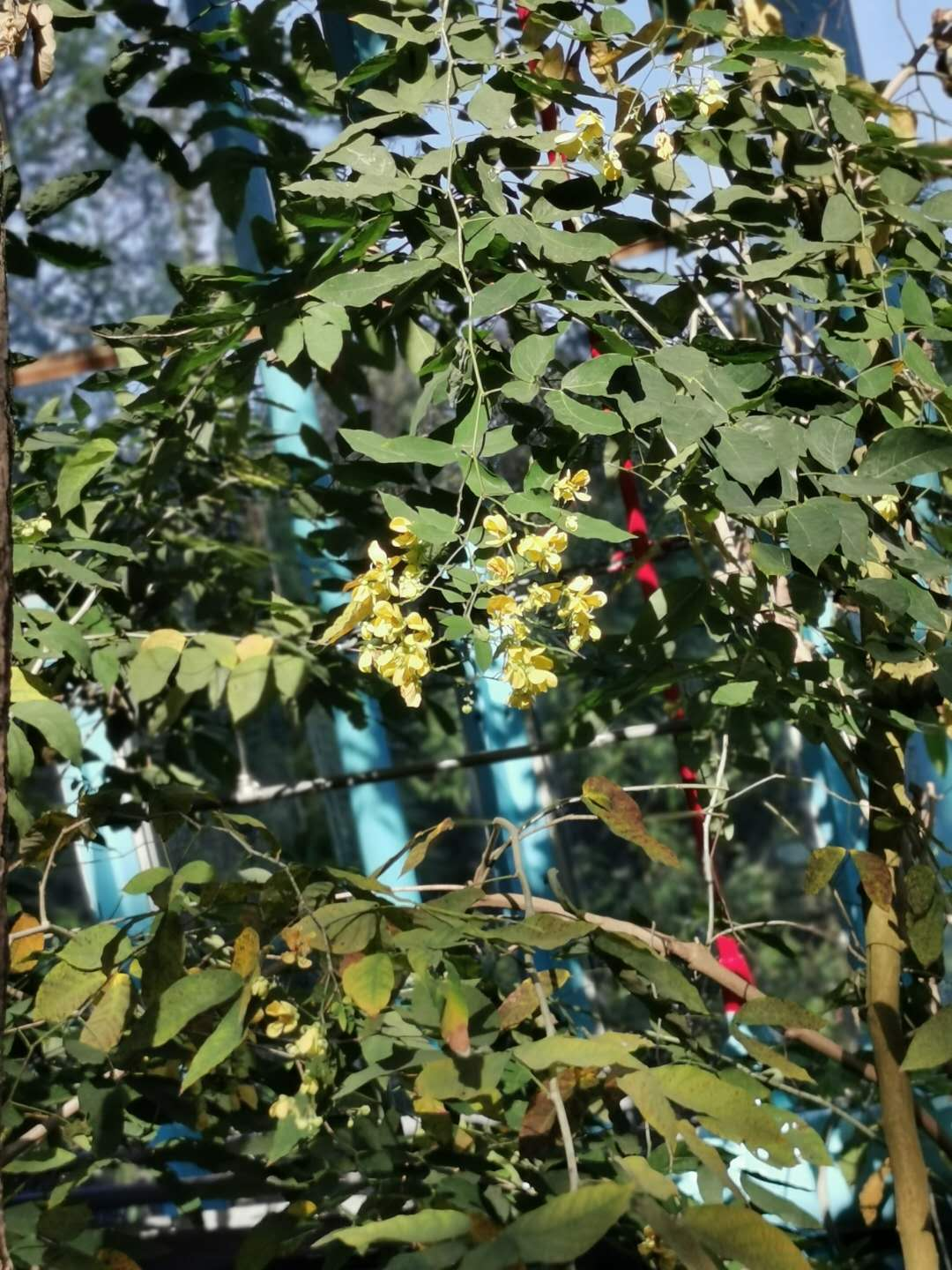
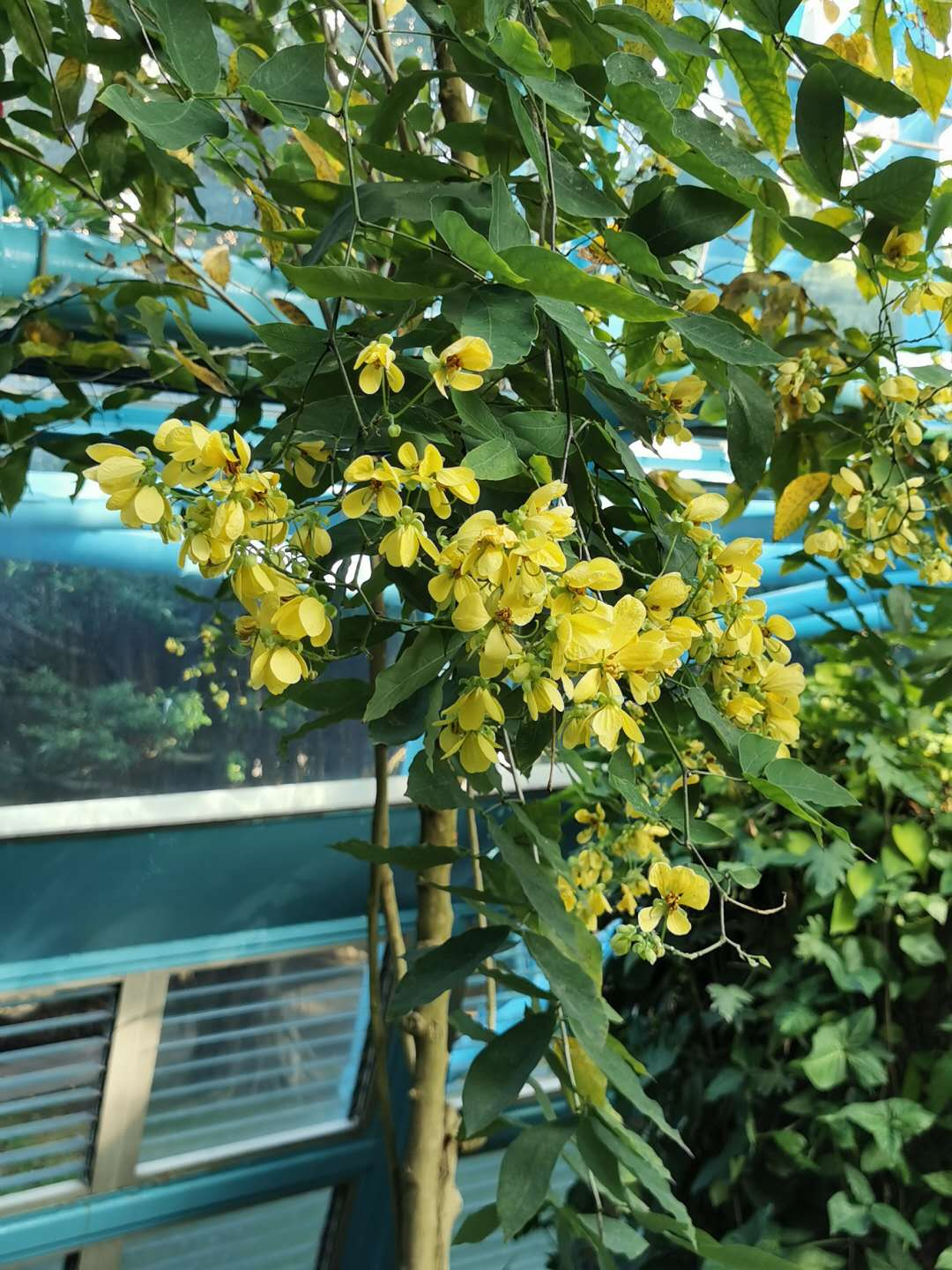
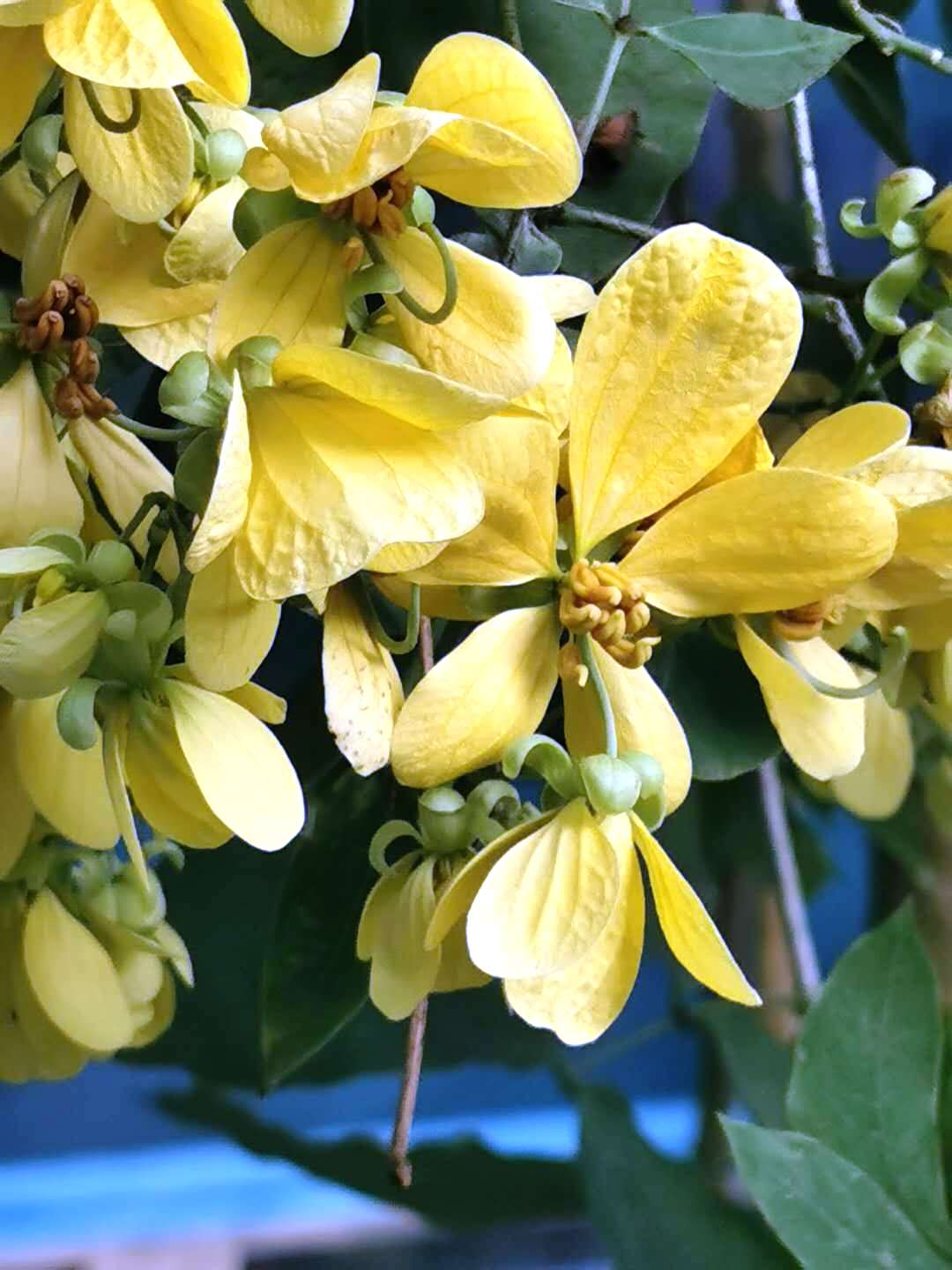
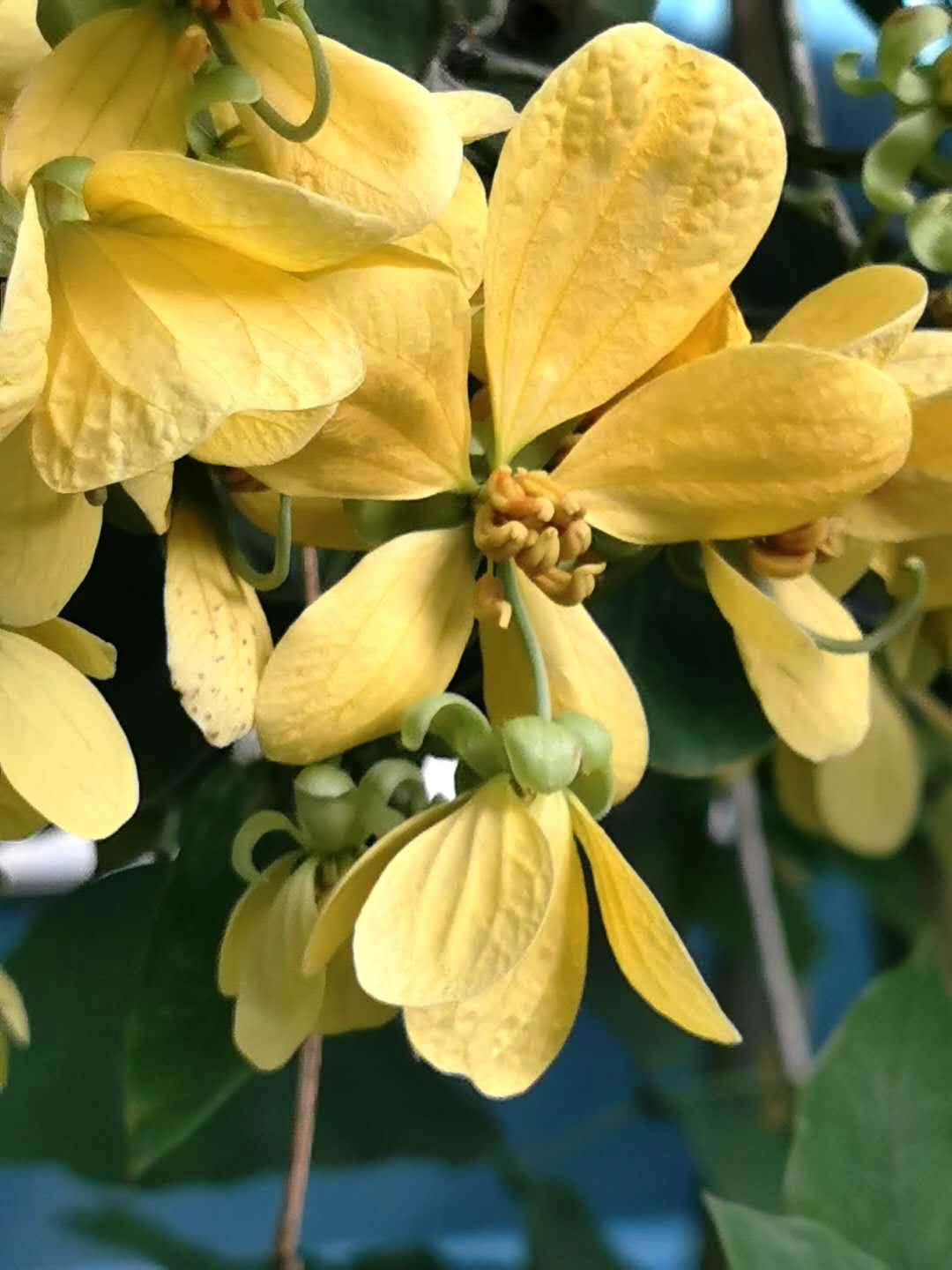
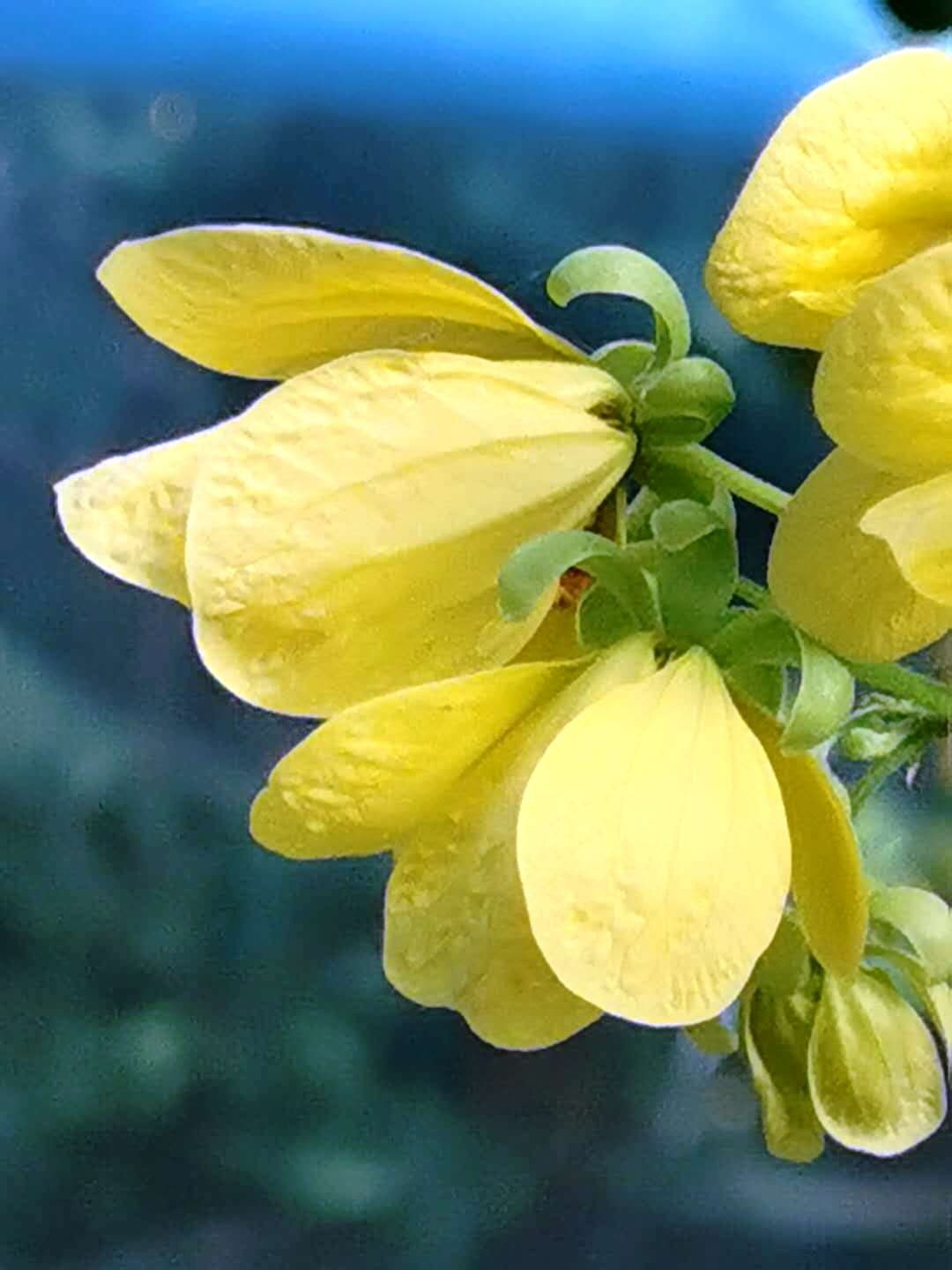
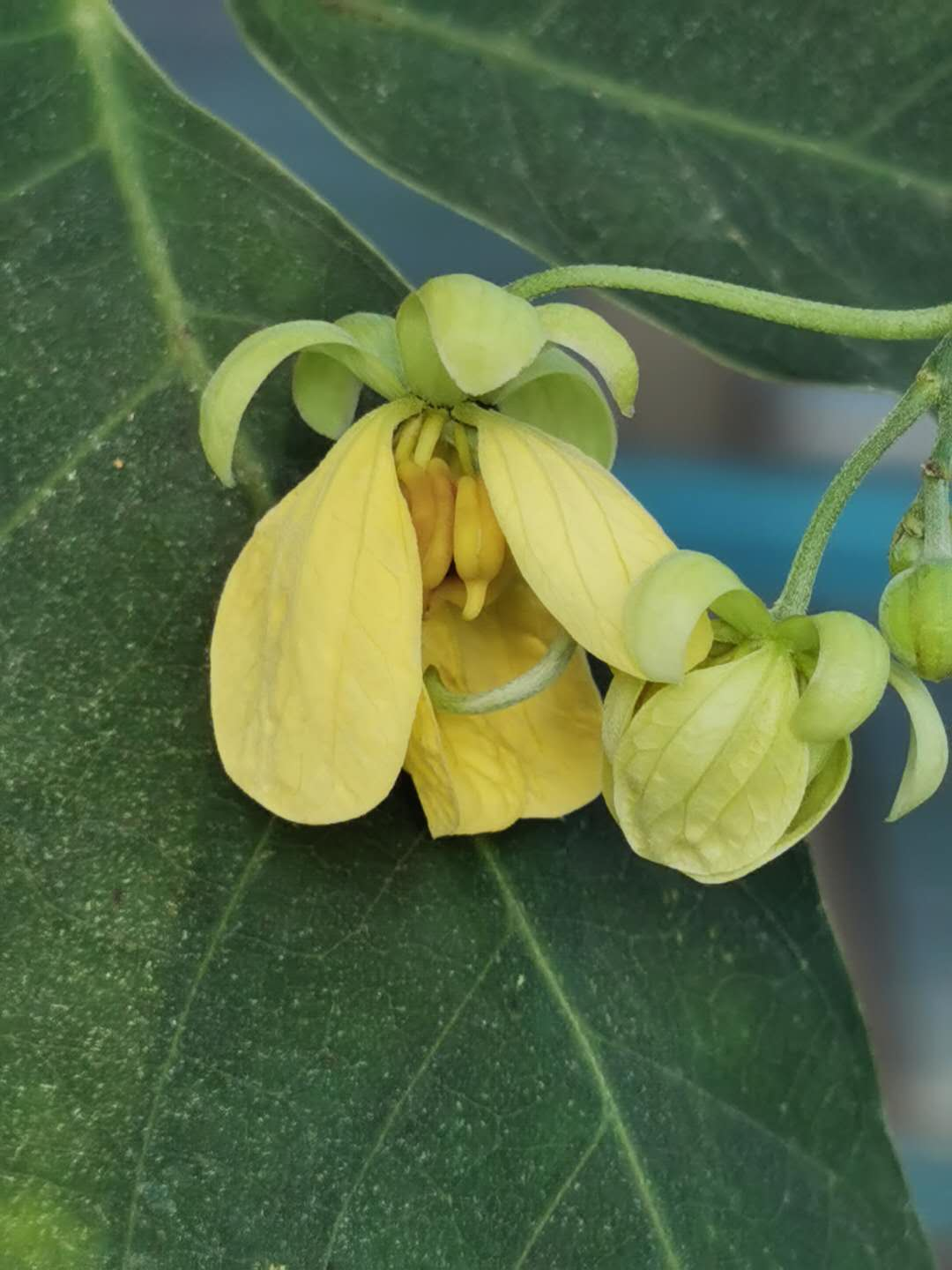
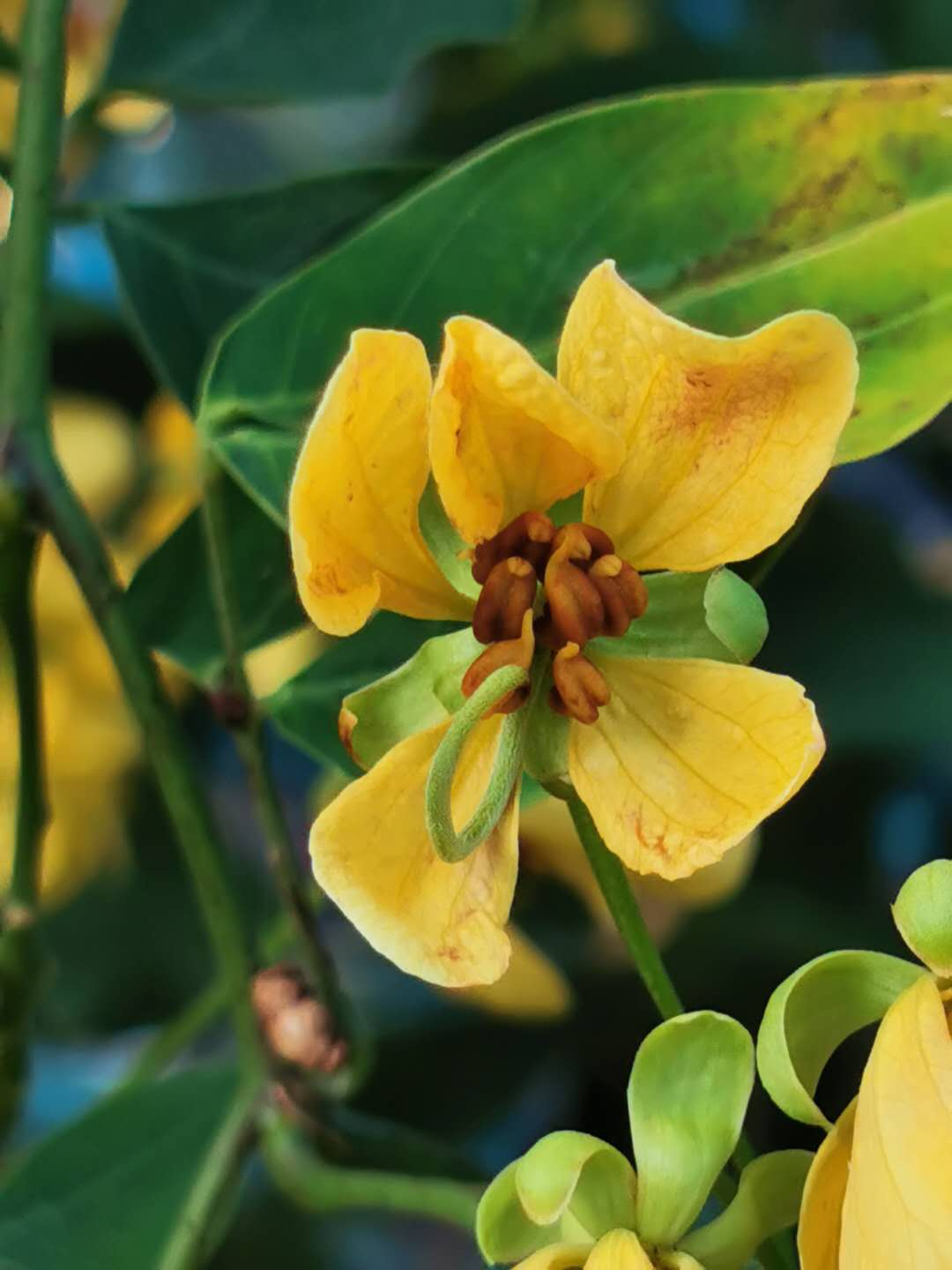
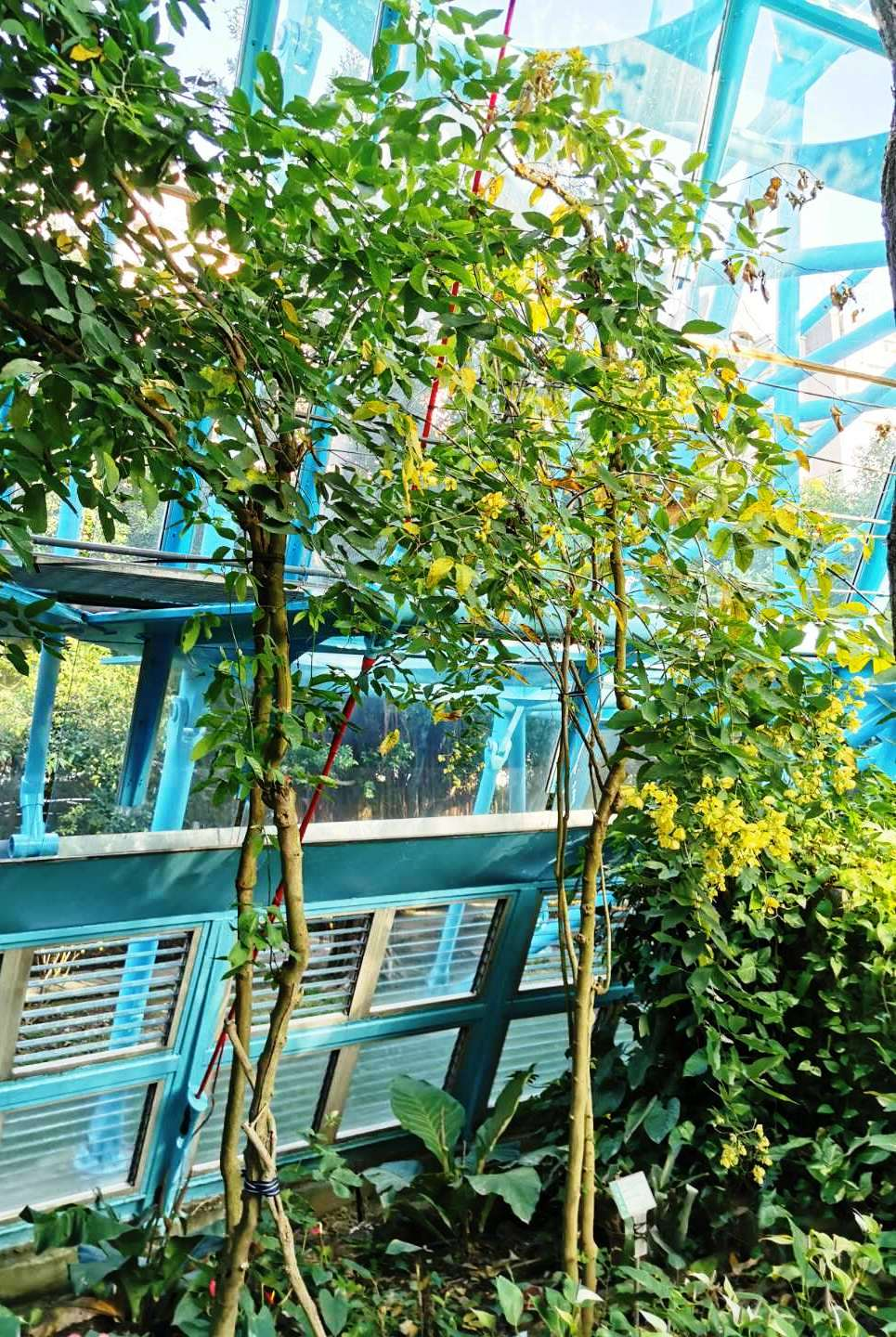

### 引文
1. ↑  . 中国植物物种信息数据库.   [2013-01-15]. （原始内容存档于2020-04-13）.
2. 1 2  .   [2020-04-21]. （原始内容存档于2020-02-24） （中文）.
3. ↑   （中文）.

### 資料
- （英语）.
- （中文）.
- .   [2020-04-21]. （原始内容存档于2020-02-24） （中文）.